# Airborne Ranger
Airborne Ranger est un jeu vidéo d’action conçu par Lawrence Schick et publié par MicroProse en 1987 sur Amiga, Amstrad CPC, Atari ST, Commodore 64, IBM PC et ZX Spectrum. Le joueur y incarne un soldat de l’United States Army Rangers lors de missions d’infiltration en territoire ennemi. Les cartes où se déroulent ces missions, ainsi que la localisation des objectifs, sont générés aléatoirement. Au début d’une mission, le joueur reçoit un aperçu de la mission puis peut sélectionner un soldat parmi ceux disponibles. Il prend ensuite le contrôle d’un avion chargé de larguer des munitions dans la zone de la mission, puis de parachuter son soldat. Une fois sur place, il contrôle son personnage en évitant les soldats ennemis et les pièges jusqu’à atteindre son objectif. Une fois celui-ci rempli, il doit rejoindre une zone spécifique en un certain temps afin d’être évacué,,.
Le jeu bénéficie d’une suite, baptisée Special Forces, développé par Sleepless Knights et publié par MicroProse en 1992 sur Amiga, Atari ST et PC. Alors que Airborne Ranger ne permet au joueur de contrôler qu’un unique soldat, cette suite le met aux commandes d’une escouade de quatre hommes, qu’il contrôle de manière individuelle ou en groupe tout au long de seize missions d’infiltrations,.